# Country Women's Association of Australia
De Country Women's Association of Australia (CWA of CWAA) is de grootste vrouwenorganisatie in Australië.
De organisatie heeft 17.000 leden. Haar doel is om de levensomstandigheden van de Australische vrouwen en hun kinderen te verbeteren, in het bijzonder de levensomstandigheden van de vrouwen die landelijk en afgelegen leven. De organisatie is financieel onafhankelijk, onpartijdig en niet-sektarisch.

## Geschiedenis
De bewogen jaren in het begin van de 20e eeuw leidden tot een verhoogde vraag naar vrouwenrechten in de hele wereld. In navolging van de oprichting van verenigingen voor plattelandsvrouwen in Canada werden in 1922 in New South Wales en Queensland afdelingen van de 'Country Women's Association' opgericht. In West-Australië werden de eerste afdelingen in 1924 opgestart. In 1926 richtte Mary Jane Warnes de 'Burra Country Women's Service Association' in Zuid-Australië op. In Adelaide werd in 1928 een stedelijke afdeling gevormd. Tegen 1936 waren er afdelingen in alle staten en territoria van Australië.
In 1943 werd onderhandeld over de oprichting van een federale koepel. Tijdens een vergadering in 1945 met alle voorzitsters van de verenigingen van de staten en territoria werd tot de oprichting van een federale koepel beslist. De eerste jaarlijkse bijeenkomst van de 'Country Women's Association of Australia' vond plaats in Adelaide in 1946. Een jaar later werden vertegenwoordigsters naar een conferentie van de in 1933 opgerichte Associated Country Women of the World in Amsterdam afgevaardigd.
Tijdens de crisis van de jaren 30 hielp de CWA mensen in nood met voedsel- en kledingpakketten. De CWA verzorgde tijdens de Tweede Wereldoorlog maaltijden voor de troepen in Quorn en Tennant Creek. De leden van de CWA maakten ook camouflagenetten, bivakmutsen en sokken voor de troepen.
De vereniging mocht een van het dozijn huwelijksstaarten voor het huwelijk op 20 november 1947 van de latere Britse koningin Elizabeth II leveren.
In 1992 ontving de CWAA de 'Anzac Peace Prize' van de 'Returned and Services League of Australia'. De vereniging kreeg de prijs als waardering voor haar bijzondere inspanning om de internationale solidariteit te bevorderen en in overeenstemming met de 'Anzac Spirit' aan de wereldvrede bij te dragen.
De Country Women's Association of Western Australia  verliet de federale koepel in 2001.

## Vorming, gezondheid en welzijn
De CWA kent studiebeurzen toe. De vereniging verzorgt vorming en nodigt uit tot deelname aan activiteiten zoals toneel, kunst, muziek, voordrachten, kooklessen en bloemschikken. Ze organiseert workshops om oudere leden met computers, bankautomaten en elektronisch bankieren te leren omgaan. De vereniging lobbyt bij de regeringen over allerlei maatschappelijke aangelegenheden. De CWA maakt deel uit van de plaatselijke gemeenschappen en biedt generatieoverschrijdende ondersteuning voor de gezondheid en het welzijn van vrouw en kind.

## Financieringsproblemen
De CWA bezit een groot aantal eigendommen die haar leden bouwden en onderhouden. In het begin van de 21e eeuw is er controverse ontstaan over de verkoop van verenigingslokalen in de 'bush'. In tegenstelling tot de door de overheid gefinancierde Men's Sheds is de CWA zelfvoorzienend. Sommige lokale afdelingen hebben te weinig leden om het onderhoud, de gemeentebelasting, de verzekering en de nutsvoorzieningen te bekostigen. Zo werden in New South Wales tussen 2003 en 2005 negen gebouwen verkocht.

## Galerij

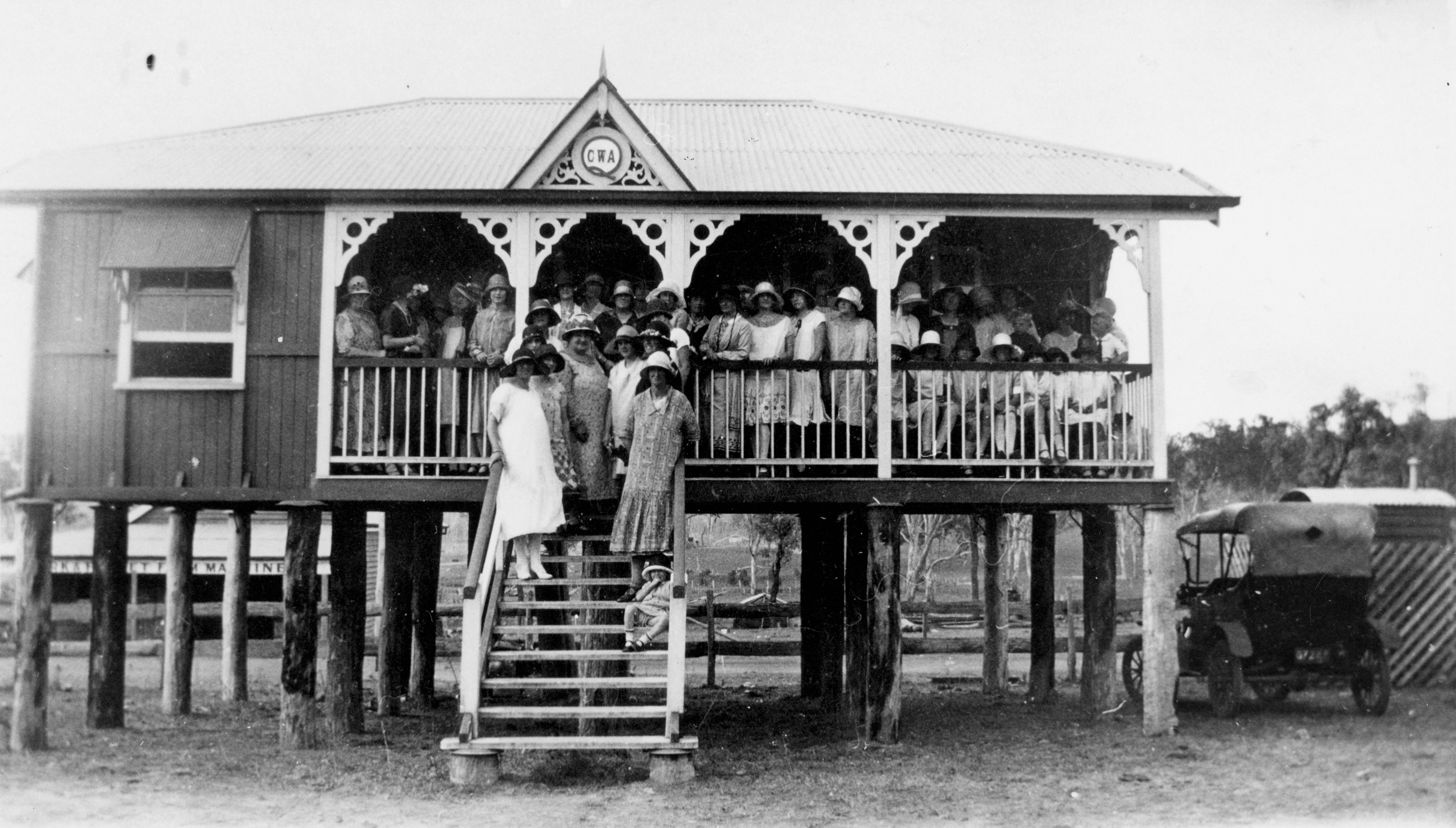
CWA-afdeling van Goomeri in 1927
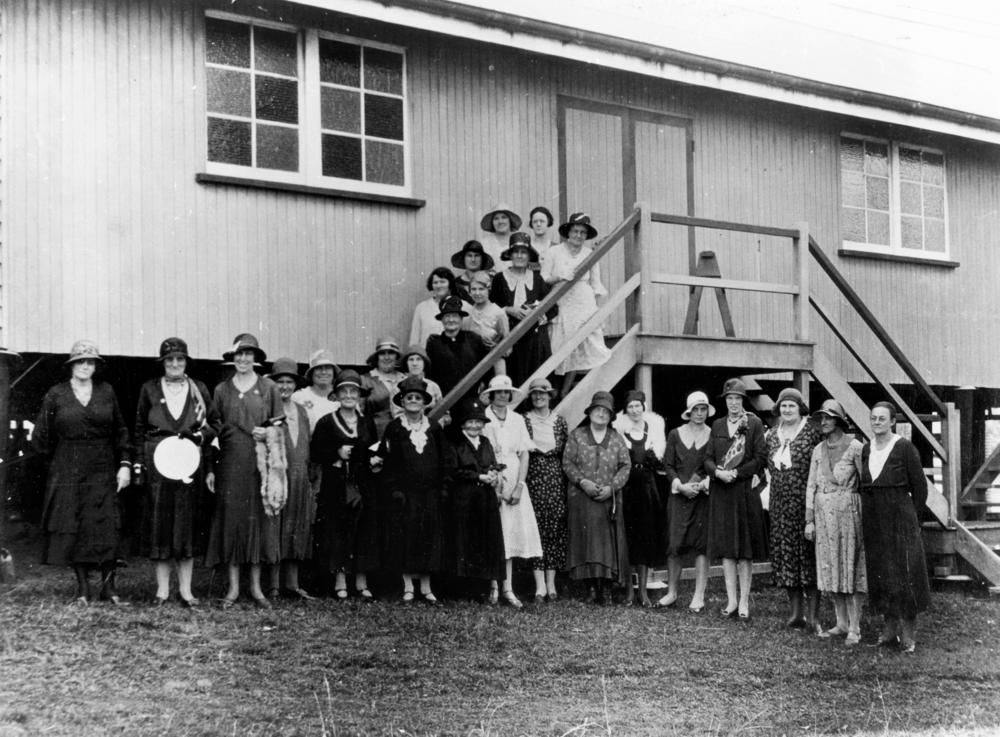
CWA-afdeling van Kilcoy in 1931
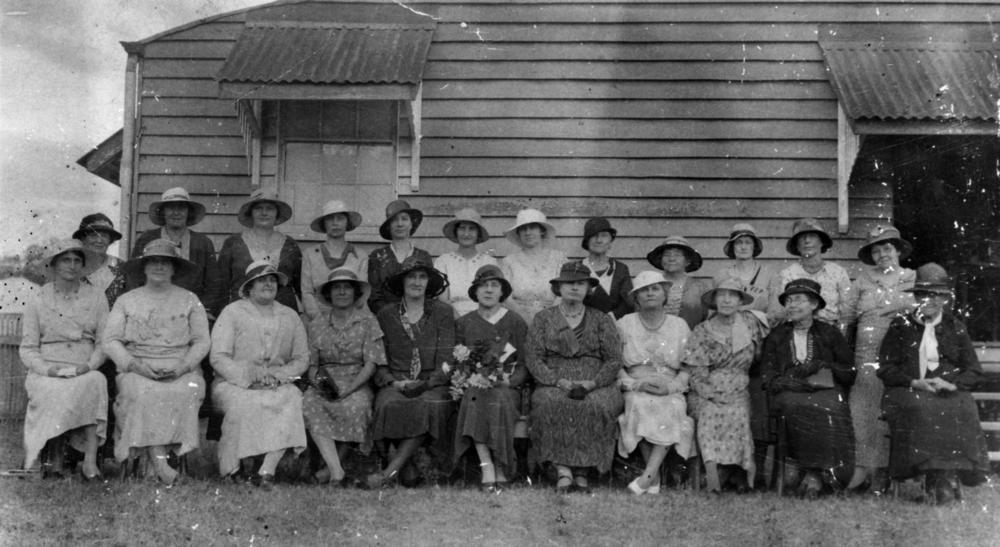
CWA-afdeling van Emerald in 1933
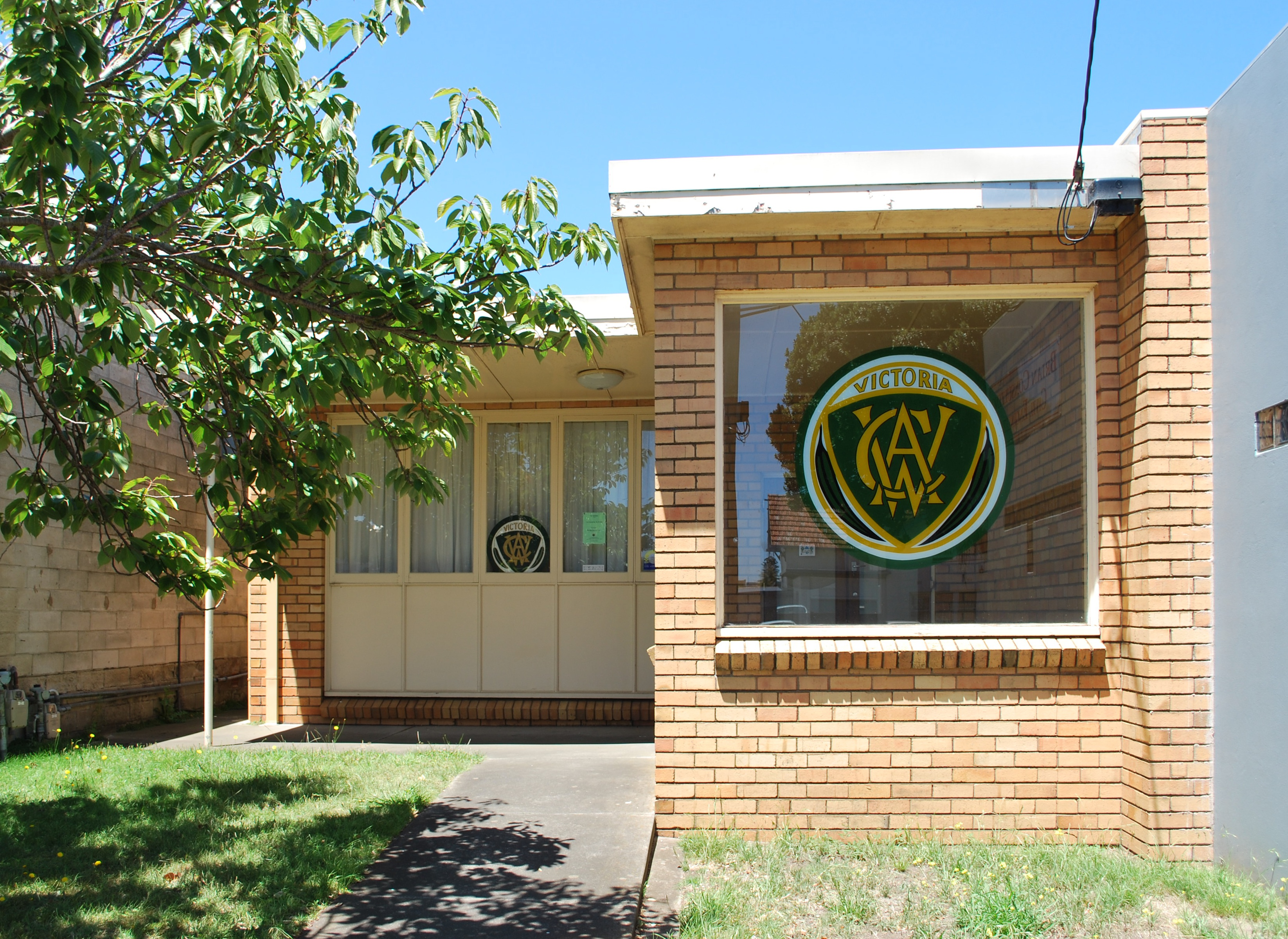
CWA-lokaal in Warrnambool in 2010
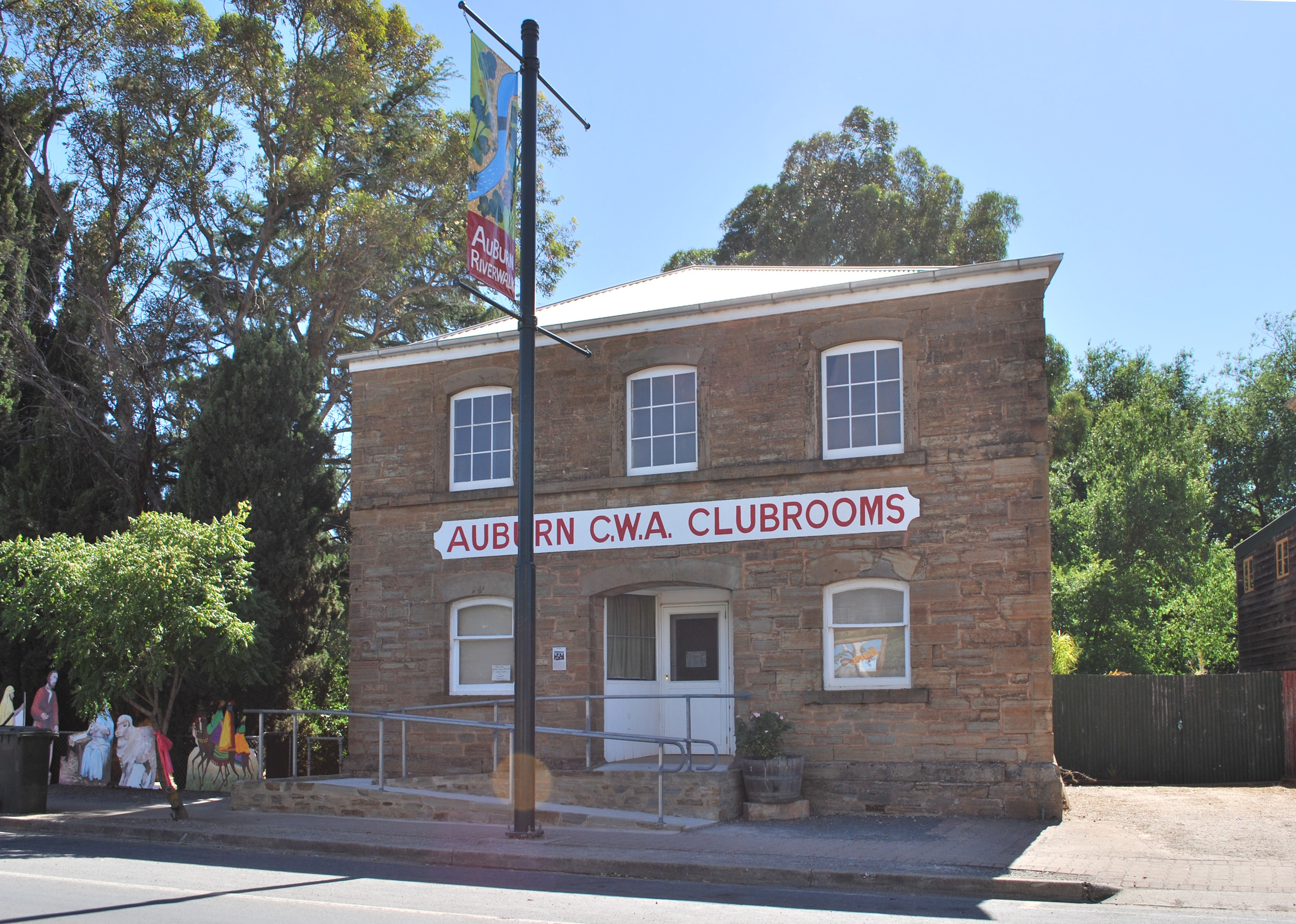
CWA-lokaal in Auburn in 2010
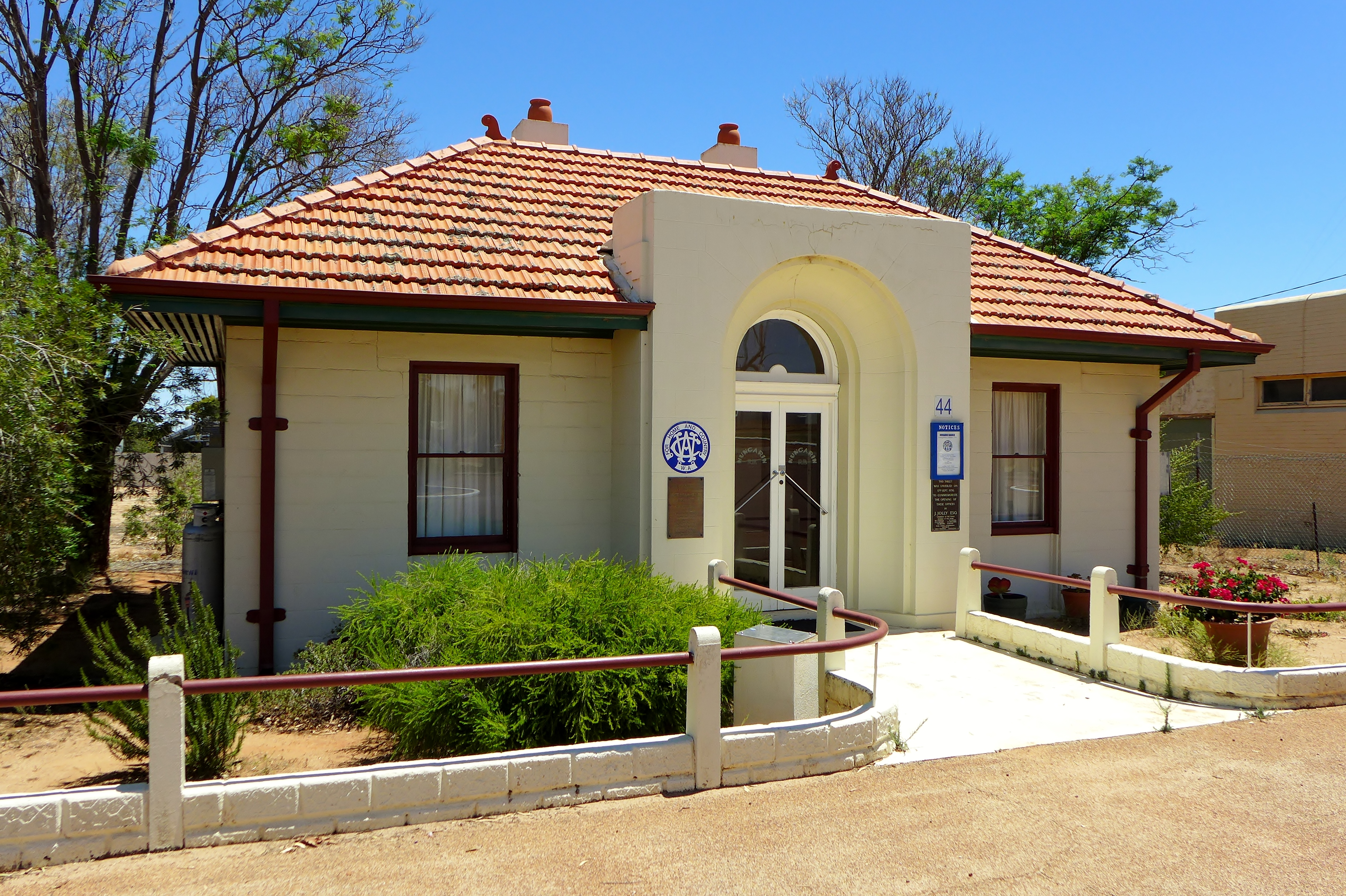
Alice Williams Memorial Building in Nungarin in 2014